# Меріндад-де-Ріо-Уб'єрна
Меріндад-де-Ріо-Уб'єрна (ісп. Merindad de Río Ubierna) — муніципалітет в Іспанії, у складі автономної спільноти Кастилія-і-Леон, у провінції Бургос. Населення — 1393 особи (2010).
Муніципалітет розташований на відстані близько 220 км на північ від Мадрида, 10 км на північ від Бургоса.
На території муніципалітету розташовані такі населені пункти: (дані про населення за 2010 рік)
- Ла-Кабаньюела: 3 особи
- Кастрільйо-де-Русіос: 15 осіб
- Селаділья-Сотобрін: 86 осіб
- Сернегула: 36 осіб
- Кобос-хунто-а-ла-Моліна: 11 осіб
- Греділья-ла-Полера: 39 осіб
- Онтомін: 86 осіб
- Лермілья: 11 осіб
- Маса: 33 особи
- Мата: 15 осіб
- Ла-Моліна-де-Уб'єрна: 27 осіб
- Пеньяорада: 25 осіб
- Кінтанарріо: 6 осіб
- Кінтанаррус: 17 осіб
- Кінтанілья-Собресьєрра: 74 особи
- Робредо-Собресьєрра: 13 осіб
- Сан-Мартін-де-Уб'єрна: 37 осіб
- Сотопаласіос: 491 особа
- Уб'єрна: 171 особа
- Вільяльбілья-Собресьєрра: 4 особи
- Вільянуева-Ріо-Уб'єрна: 76 осіб
- Вільяверде-Пеньяорада: 117 осіб

## Демографія
Динаміка населення (INE ):